# Бертан

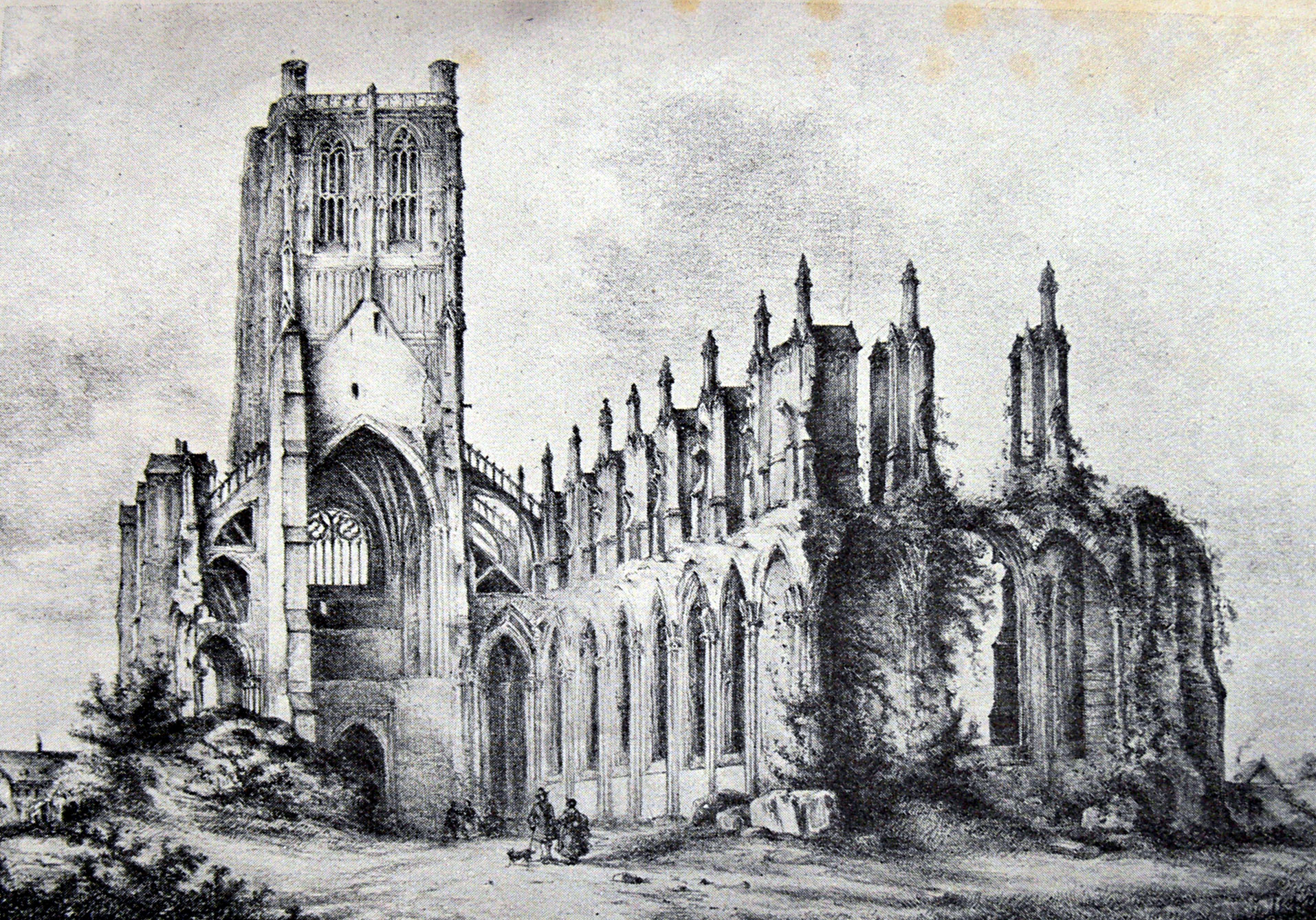
Развалины храма в монастырь святого Бертана, Сент-Омер, в 1850 году. Литография

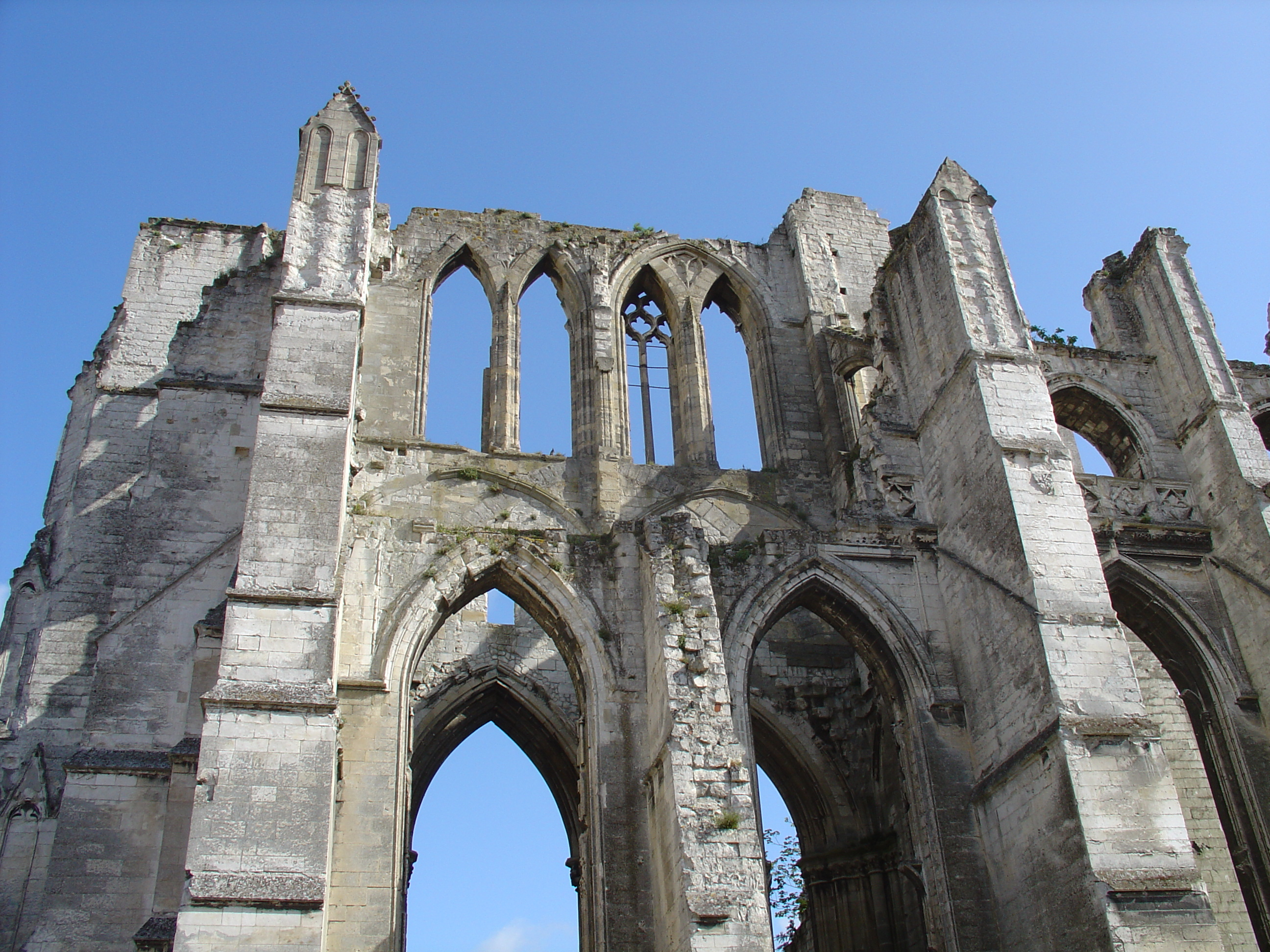
Те же развалины сегодня

Бертан (фр. Bertin; ок. 610 или ок. 615, Кутанс — 5 сентября 698 или ок. 709) — аббат монастыря Ситью. День памяти — 5 сентября.

## Биография
Святой Бертан, последователь святого Колумбана Ирландского, долгое время был настоятелем монастыря Ситью (Sithiu), расположенного в городе Сент-Омер и основанного Аудомаром, известным как святой Омер. Изначально освящённый в честь святого Мартина Турского, этот монастырь стал носить имя святого Бертана после его кончины.
Святой Бертан был послан Аудомаром в те края на проповедь вместе с двумя монахами, Момелином и Эбертрамом. Он основал монастырь, в котором в середине XI века был воздвигут храм, от которого сохранились главы и остатки мозаики, пребывающие в музее отеля Санделин (Sandelin) в Сент-Омере.
Другой готический храм в честь святого Бертана был воздвигнут из белого известняка в XIV веке (c 1325 по 1520 год, согласно хроникам). Этот храм разрушился, поскольку собор Пресвятой Богородицы стал центром религиозной жизни города.